# Demekolcin
A demekolcin, másik nevén kolcemid a kemoterápiában használt szer. Nagyon hasonló a kolchicin nevű természetes alkaloidhoz, mely többek között a kikericsben található meg, de annál kevésbé mérgező.
Depolimerizálja a mikrotubulusokat, és gátolja a mikrotubusok kialakulását. Ezáltal a sejt nem tud túljutni az osztódás metafázisán. Az orvosi gyakorlatban ezt a sugárkezelés hatékonyságának növelésére használják. A sejtciklusnak ebben a fázisában ui. a sejt sokkal érzékenyebb a sugárzásra.
Állatok klónozásakor a pete a demekolcin hatására kilöki magából a sejtmagot, ezzel helyet adva a beültetendő új sejtmagnak.
Hatásmódja a vinblasztinéhoz hasonló.

## Készítmények[3]
- Colcemid
- Omain
- Omaine
- Reichstein's F
- Santavy's Substance F
- Substance F

Magyarországon nincs forgalomban demekolcin-tartalmú készítmény.

## Fordítás
- Ez a szócikk részben vagy egészben  a   Demecolcine című angol Wikipédia-szócikk fordításán alapul.  Az eredeti cikk szerkesztőit annak laptörténete sorolja fel. Ez a jelzés csupán a megfogalmazás eredetét és a szerzői jogokat jelzi, nem szolgál a cikkben szereplő információk forrásmegjelöléseként.